# Zlín Z-23
Die Zlín Z-23 Honza war ein tschechoslowakisches Gleitflugzeug.

## Entwicklung
Der Schulgleiter Z-23 war eines der ersten antriebslosen Luftfahrzeuge, die nach Ende des Zweiten Weltkriegs in der Tschechoslowakei im Zuge des Wiederaufbaus der Luftfahrtindustrie hergestellt wurden und deren Entwicklung bzw. Weiterentwicklung bereits im Geheimen während der deutschen Besatzung betrieben worden war. Für die Konstruktion zeichneten Ingenieur Marcol und sein Mitarbeiter Koutný verantwortlich. Als Ausgangsbasis dienten die in den 1930er Jahren bei Zlín produzierten Gleiter Z-I bis Z-VII, die ihrerseits auf den deutschen Entwürfen SG 38 und Zögling RRG-1 aufbauten. Im Gegensatz zu diesen besaß der Z-23 anstelle der Spanndrähte Verstrebungen, weshalb auch der Spannturm oberhalb der Tragflächen entfallen konnte. Die Flugeigenschaften waren denen des SG 38 annähernd gleich. Die von 1946 bis 1948 gebauten 210 Serienexemplare wurden für die Anfängerschulung eingesetzt. Zwei Honza wurden 1953 in die DDR exportiert, wo sie bis 1956 bei der GST genutzt wurden. Ein Exemplar kann im Luftfahrtmuseum Kbely besichtigt werden.

## Technische Daten
| Kenngröße              | Daten               |
| ---------------------- | ------------------- |
| Besatzung              | 1                   |
| Spannweite             | 10,00 m             |
| Länge                  | 6,37 m              |
| Flügelfläche           | 14,60 m²            |
| Flügelstreckung        | 7,00                |
| Flächenbelastung       | 12,30 kg/m²         |
| Rüstmasse              | 95 kg               |
| Startmasse             | 180 kg              |
| Höchstgeschwindigkeit  | 90 km/h             |
| Mindestgeschwindigkeit | 42 km/h             |
| Sinkgeschwindigkeit    | 1,20 m/s bei ? km/h |
| Gleitzahl              | 10 bei ? km/h       |